# Йохан I фон Петерсхайм
Йохан I фон Петерсхайм (на немски: Johann I von Petersheim; † сл. 1348) е господар на Петерсхайм (в Пилзенски край, Чехия) и Щевенсвеерт (в Лимбург, Нидерландия).
Той е син на Хайнрих фон Петерсхайм († 1296), маршал на епископа на Лиеж, и съпругата му Маргарета фон Рененберг († сл. 1285), дъщеря на Арнолд I фон Рененберг († сл. 1262) и Матилде.

## Фамилия
Йохан I фон Петерсхайм се жени за Елизабет фон Бокстел, дъщеря на Вилхелм II фон Бокстел († сл. 1319) и Мария фон Дист, дъщеря на Арнолд VI фон Дист, бургграф на Антверпен († 1296). Те имат три сина:
- Вилхелм III фон Петерсхайм († сл. 1355), женен за Елизабет ван Леефдаел († 1347/1353)
- Дитрих III ван Петерсхайм († сл. 1372), господар на Неерхарен и Щевенсвеерт, майор на Маастрихт, женен пр. 3 юли 1315 г. за Мария ван Херпен († сл. 1316)
- Хайнрих, господар на Щевенсвеерт

Йохан I фон Петерсхайм има и незаконните деца:
- Йохан
- Йохана, омъжена за Енгелберт фон Хуисхарен.